# Independent Feature Project
The Independent Filmmaker Project est le nom donné à une série d'organisations à but non lucratif qui produisent des films indépendants aux États-Unis. ils mettent en contact les réalisateurs et les professionnels de l'industrie cinématographique, puis avec le public. Fondé en 1979 par des cinéastes indépendants, l'antenne principale est basée à New York avec plus de 5 000 membres, et d'autres organisations affiliées sont situées à Chicago, Minneapolis-Saint Paul, Phoenix et Seattle.
L'IFP organise chaque année les Gotham Awards qui récompensent les meilleurs films indépendants.